# Charles Chalumeau
Charles Chalumeau (* 23. März 1823 in Genf; † 2. März 1886 in Plainpalais; heimatberechtigt in Genf) war ein Schweizer Lehrer und freisinniger Politiker.

## Leben

### Familie
Charles Chalumeau war der Sohn des Schreiblehrers Jean Chalumeau und dessen Ehefrau Jeanne Louise (geb. Verrey).
Er heiratete 1866 Adèle Françoise, die Tochter von Henri Sordet, Direktor der Genfer Uhrmacherschule.

### Werdegang
Charles Chalumeau immatrikulierte sich 1842 als Student der Geisteswissenschaften an der Universität Genf und war darauf von 1842 bis 1845 als Lehrer erst in Sachsen und im selben Jahr als Hauslehrer in St. Petersburg tätig, bevor er Lehrer in Genf wurde.
Er unternahm noch 1861 und 1863 Reisen nach Russland.
Seit 1865 war er Teilhaber der Goldschmiede Dolive.
1881 erfolgte seine Ernennung zum Präsidenten des Verwaltungsrats der Caisse d'Épargne de la République et Canton de Genève (siehe Banque Cantonale de Genève).

### Politisches und gesellschaftliches Wirken
Charles Chalumeau war von 1874 bis 1876 Abgeordneter der Radikalen und später als Parteiloser im Genfer Grossen Rat, deren Vizepräsident er 1874 und Präsident er 1881 war.
Vom 6. Dezember 1875, als Nachfolger von Gustave Pictet, bis zum 1. Dezember 1878 war er freisinniger Nationalrat und von 1875 bis 1879 im Staatsrat zuständig für das Departement für öffentliche Abgaben.
Als Nachfolger von Etienne Patru (1832–1901), war er von 1881 bis zu seinem Tod Staatsschreiber.
Er nahm aktiv an der Einbindung der liberalen Protestanten in die Bewegung von Antoine Carteret teil und arbeitete an dem Kampf mit, den die Radikalen im Kulturkampf gegen Kardinal Gaspard Mermillod führten. 